# Henry Adams (conchyliologiste)
Pour les articles homonymes, voir Henry Adams et Adams.
Henry Adams  est un conchyliologiste britannique, né en 1813 à Gosport et mort en 1877 dans la même ville.
Il fait paraître avec son frère Arthur Adams (1820-1878) The genera of recent mollusca : arranged according to their organization (trois volumes, 1853-1858).